# 臭いものにはフタをしろ!!
臭いものにはフタをしろ!!（くさいものにはフタをしろ）は、1990年5月25日に森高千里が発表した楽曲、及び10枚目のシングル。また、1991年3月25日に発売されたビデオ・クリップ集のタイトル。

## 概要
- 「臭いものにはフタをしろ!!」はパイオニア「TF-X5」のCMソングとしてリリースされた。
- 「のぞかないで」は森高が実際に覗き被害に遭った事への怒りを歌詞に書いたものである。
- 両曲ともオリジナルアルバムには未収録だが、翌年リリースされたベストアルバム『ザ・森高』に両曲共に別音源で収録されており、「臭いものにはフタをしろ!!」はもっと臭いものヴァージョン・おじさんヴァージョンの2つのタイプで収録、シングル盤の音源は『The Best Selection of First Moritaka 1987-1993』でも聴く事が出来る。また「のぞかないで」は「ザ・のぞかないで」としてシングル盤より長めに収録されている。

## 収録曲
1. 臭いものにはフタをしろ!!
  - 作詞：森高千里、作曲・編曲：斉藤英夫

パイオニア「留守番できるコードレス TF-X5」CMソング
2. のぞかないで
作詞：森高千里、作曲・編曲：斉藤英夫

## 収録アルバム
- ザ・森高 (1) (2)
- The Best Selection of First Moritaka 1987-1993 (1) (2)
- ザ・シングルス (1)
- UHQCD THE FIRST BEST SELECTION '87～'92 (1)

### ビデオ・クリップ集収録内容
1. 道
2. 道（千里姫の冒険）
3. 臭いものにはフタをしろ!!
4. ザ・バスターズ・ブルース
5. 月夜の冒険（番外編）

※M-4・M-5はアルバム「古今東西」に収録。